# BKK Dürkopp Adler
Die BKK Dürkopp Adler, Eigenschreibweise BKK_DürkoppAdler, ist eine deutsche Krankenkasse aus der Gruppe der Betriebskrankenkassen in der gesetzliche Krankenversicherung die nur für Arbeitende in oder Bewohnende von Nordrhein-Westfalen geöffnet ist. Ihren Ursprung hat die Krankenkasse in der Dürkopp Adler GmbH. Sie wurde am 4. September 1873 als Fabrikkasse der Bielefelder Nähmaschinenfabrik Dürkopp & Schmidt gegründet. Im Jahr 1879 folgte die Gründung der Betriebskrankenkasse des Unternehmens H. Koch & Co. (später Kochs Adler AG). Am 1. Juli 1990 kam es zur Fusion der Betriebskrankenkasse der Dürkoppwerke GmbH mit der Betriebskrankenkasse der Kochs Adler AG zur BKK_DürkoppAdler.
Der individuelle Zusatzbeitrag der BKK_DürkoppAdler beträgt seit dem 1. Januar 2025 3,88 Prozent vom beitragspflichtigen Einkommen. Dies entspricht einem Beitragssatz von 18,48 Prozent.

## Weblink
- Offizielle Website